# Укрштање у сродству
Укрштање у сродству или консангвинитет представља укрштање јединки које имају заједничког претка у једом од шест најближих покољења. Најужа веза у сродству је инбридинг (инцест) и она се може остварити између: родитеља и њихове деце; сестре и брата; бабе и деде са њиховом унучади. Брак између сродника изузетно је значајан за медицину и хуману генетику.
Многе јурисдикције имају законе који забрањују људима који су у крвном сродству да ступају у брак или имају сексуалне односе међусобно. Степен крвног сродства који доводи до ове забране варира од места до места. Таква правила се такође користе за одређивање наследника заоставштине према статутима који регулишу наследство без тестамента, који се такође разликују од надлежности до надлежности. У неким местима и временским периодима, брак рођака је дозвољен или чак подстицан; у другима је табу и сматра се инцестом.
Степен релативног крвног сродства може се илустровати помоћу табеле сродства у којој се сваки ниво линеалног сродства (генерација или мејоза) појављује као ред, а појединци са колатералним сродством деле исти ред. Систем чворова је нумерички запис који описује крвно сродство користећи Ахнентафелове бројеве заједничких предака.

## Историја
Забрана брака са даљим рођацима коју је наметнула римокатоличка црква наишла је на тешке критике и отпор у хрватском друштву у 11. столећу, што је довело и до раскола у хрватској цркви.

## Правне дефиниције

### Савремено световно право
Степен сродства између двоје људи може довести до неколико правних питања. Неки закони забрањују сексуалне односе између блиско повезаних људи, који се називају инцестуозним. Закони такође могу забранити брак између блиско повезаних људи, који су скоро универзално забрањени до другог степена крвног сродства. Неке јурисдикције забрањују брак између првих рођака, док друге не. Брак са теткама и стричевима (авунцулатни брак) је легалан у неколико земаља.
Крвни сродство је такође релевантно за наслеђивање, посебно у погледу наследства без тестамента. Генерално, закони имају тенденцију да фаворизују наслеђивање од стране особа које су блиско повезане са преминулим. Неке јурисдикције забрањују грађанима да служе у пороти на основу крвног сродства, као и афинитета са особама укљученим у случај.

### Верско и традиционално право

#### Хришћанство
Према римском грађанском праву, које је следило рано канонско право католичке цркве, паровима је било забрањено да се венчају ако су били унутар четири степена крвног сродства. Око деветог века црква је подигла број забрањених степени на седам и променила метод којим су се они рачунали; уместо некадашње римске праксе бројања сваке генерацијске везе до заједничког претка, а затим поново до предложеног супружника као једног степена, нова метода је рачунала крвно сродство само рачунајући уназад број генерација до заједничког претка. Мешовити бракови су сада били забрањени за било кога ближег сродства од седмог рођака, што је значило да се племство посебно мучило да нађе партнера за венчање, јер је група потенцијалних супружника који нису у сродству постала знатно мања. Морали су или да пркосе ставу цркве или да потраже на другом месту кандидате за брак који испуњавају услове. У римокатоличкој цркви, несвесно склапање брака са блиском крвном сродником био је основ за проглашење ништавости, али током једанаестог и дванаестог века диспензације су даване све чешће због хиљада особа обухваћених забраном од седам степени и тешкоћа које је ово представљало у проналажењу потенцијалних супружника.
Године 1215, Четврти латерански сабор направио је оно што су веровали да је неопходна промена канонског права смањујући број забрањених степена крвног сродства са седам на четири, али задржавајући каснији метод израчунавања степена. После 1215, опште правило је било да се четврти рођаци могу венчати без диспензације, што је у великој мери смањило потребу за диспензацијама. У Енглеској у четрнаестом веку, на пример, папских дозвола за поништење због крвног сродства (и афинитета) било је релативно мало.
Забрана брака с нижим ступњем везе коју је наметнула римокатоличка црква наишла је на оштре критике у хрватском друштву у 11. веку, што је довело до раскола у хрватској цркви.
Међу хришћанским Хабеша горштацима Етиопије и Еритреје (претежно православни хришћани Амхара и Тиграј-Тигриња) традиција је да се преци по оцу могу пребројати најмање седам генерација почевши од раног детињства, јер су „они са заједничким патрилинеарним претком удаљеним мање од седам генерација сматрају 'братом и сестром' и не смеју се венчати." Правило је мање строго на мајчиној страни, где је граница око четири генерације уназад, али је ипак одређена патрилинеарно. Ово правило се не односи на муслимане или друге етничке групе.

#### Ислам
Куран у 4:22–24 наводи. „Забрањени су вам у браку: ваше мајке, ваше ћерке, ваше сестре, сестре вашег оца, сестре ваше мајке, ћерке вашег брата, ћерке ваше сестре.“ Дакле, листа забрањених брачних партнера, како се наводи у Курану, Сура 4:23, не укључује прве рођаке. Сам Мухамед је оженио своју прву рођаку Зајнаб бинт Јахш.
У неким земљама постоје финансијски подстицаји за обесхрабривање сродних бракова: обавезни предбрачни скрининг на наследне поремећаје крви постоји у УАЕ од 2004. и у Катару од 2009. године, при чему парови са позитивним резултатима неће добити брачну помоћ.

## Степен сродства
Уколико су две особе у сродству, имају већи или мањи број истих гена наслеђених од заједничког претка. Што је сродство веће, већи је и једнаки део генома. Тај део генома може да обухвати и алеле који у хомозиготном стању имају штетно дејство.
Консагвинитетни бракови су најчешћи код репродуктивно изолованих људских популација, као што су: 
- изолована острва
- планински масиви нпр. у Шведској
- племенске заједнице у Андима Јужне Америке и др.

Поред штетних последица, какве су већа учесталост психичких болести и физичких недостатака, у оваквим браковима је примећено да долази и до појаве учесталије стерилности и особа са црвеном косом.
Вероватноћа да нека особа носи два иста алела тј. два алела који потичу од истог претка, назива се коефицијент инбридинга (F). Његова вредност зависи од степена сродства родитеља и рачуна се по формули :
F=(½)n ,
где је n степен сродства између особа које ступају у брак, а ½ јер сваки потомак садржи половину гена једног родитеља.
Степени сродства поређани од највећег ка мањим степенима изгледају овако :
- I степен је између родитеља и њихове деце;
- II степен је између рођених сестара и браће;
- III степен је између тетака (ујака, стричева) са једне и братанаца (сестричина, братаница) са друге стране
- IV степен је између првих рођака (браћа и  сестре од тетака, ујака, стричева)
- у VI степену сродства су деца првих рођака међусобно односно други рођаци.

Најчешћи бракови у сродству су између првих рођака, где је пропорција заједничких гена 1/8. Вероватноћа да ће дете првих рођака бити хомозигот је :
F=(1/2)4 =1/16
У многим земљама света закон забрањује овакав брак између особа које имају заједничке бабу и деду. У нашој земљи закон забрањује склапање бракова до VI степена сродства због могућих негативних последица у потомству.
Највећа вероватноћа успостављања хомозиготног стања рецесивног гена је у случају инцеста. Мада познат у људским популацијама инцест је редак. Ипак, процењено је да се у Мичигену (САД) јавља око 20 трудноћа годишње као резултат инцеста.

## Генерације
У односу према једној особи (пробанду) могуће је одредити:
- генерације потомака или десцендентне генерације чији је преглед дат у наредној табели:

| Сродство       | Ознака потомачке генерације |
| -------------- | --------------------------- |
| родитељи       | Р1                          |
| деца           | F1                          |
| унуци          | F2                          |
| праунуци       | F3                          |
| прапраунуци    | F4                          |
| прапрапраунуци | F5                          |
| даљи потомци   | Fn                          |

- генерације предака или асцендентне генерације:

| Сродство      | Ознака предачке генерације | Број предака |
| ------------- | -------------------------- | ------------ |
| даљи преци    | Pn                         | 2n           |
| прапрапрадеде | Р5                         | 32           |
| прапрадеде    | Р4                         | 16           |
| прадеде       | Р3                         | 8            |
| деде          | Р2                         | 4            |
| родитељи      | Р1                         | 2            |
| дете          | F1                         |              |

## Генетски поремећаји
Феномен инбридинга повећава ниво хомозигота за аутозомне генетске поремећаје и генерално доводи до смањене биолошке способности популације познате као депресија инбридинга, што је главни циљ клиничких студија. Иако су ризици инбреединга добро познати, информисање породица мањинских група са традицијом ендогамије и промена њиховог понашања је изазован задатак за генетско саветовање у систему здравствене заштите. Потомци из сродничких веза су у већем ризику од одређених генетских поремећаја. Аутозомно рецесивни поремећаји се јављају код особа које су хомозиготне за одређену рецесивну мутацију гена. То значи да носе две копије (алела) истог гена. Осим у одређеним ретким околностима (нове мутације или једнородитељска дисомија), оба родитеља особе са таквим поремећајем биће носиоци гена. Такви носиоци нису погођени и неће показивати никакве знаке да су носиоци, те стога могу бити несвесни да носе мутирани ген. Како рођаци деле део њихових гена, много је већа вероватноћа да ће сродни родитељи бити носиоци аутозомно рецесивног гена, те су стога њихова деца у већем ризику од аутозомно рецесивног поремећаја. У којој мери се ризик повећава зависи од степена генетског односа између родитеља; те је ризик већи у односима парења где су родитељи блиски рођаци, али за везе између удаљенијих рођака, као што су други рођаци, ризик је мањи (иако је и даље већи од опште популације).
Сродство у популацији повећава њену осетљивост на инфективне патогене као што су туберкулоза и хепатитис, али може смањити њену осетљивост на маларију и друге патогене.